# نميق (اسم)
نميق هو اسم علم مذكر من أصل عربي، ومعناه هو صيغة مبالغة من اسم الفاعل المحسن المزين والتنميق التزيين.

## وصلات خارجية
- موسوعة السلطان قابوس لأسماء العرب